# 2379 Хейсканен
2379 Хейсканен (2379 Heiskanen) — астероїд головного поясу, відкритий 21 вересня 1941 року.
Тіссеранів параметр щодо Юпітера — 3,144.